# Cumann na mBan

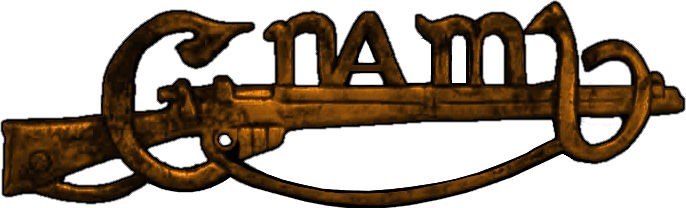
Symbol

Cumann na mBan (irische Aussprache [ˈkʊmˠən̪ˠ n̪ˠə ˈmˠanˠ], deutsch „Gesellschaft der Frauen“, abgekürzt C na mB; englische Eigenbezeichnung: The Irishwomen’s Council, deutsch: „Rat der Irinnen“) ist eine paramilitärische, irisch-republikanische Frauenorganisation, die zwischen 1916 und 1922 eine wesentliche Rolle im Kampf um die Unabhängigkeit Irlands spielte. Heute gehört sie der in Großbritannien als terroristisch eingestuften Republican Sinn Féin an.

## Geschichte

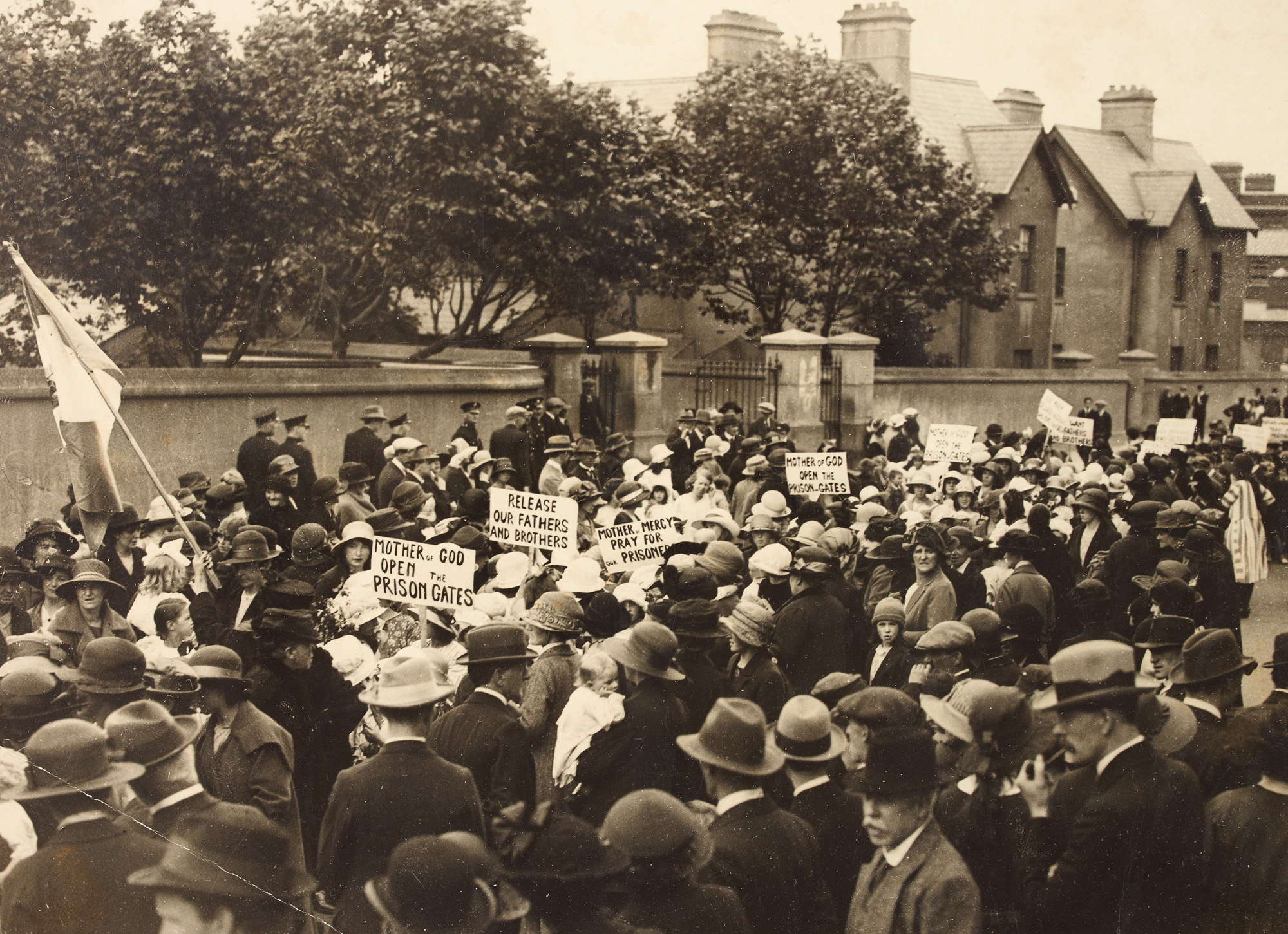
Protestveranstaltung von Cumann na mBan vor dem Dubliner Mountjoy-Gefängnis am 23. Juli 1921

Als Nachfolgeorganisation der Inghinidhe na hÉireann (Töchter Irlands) wurde Cumann na mBan am 2. April 1914 in Dublin ins Leben gerufen. Zu den Gründungsmitgliedern gehörte die Frauenrechtlerin Jennie Wyse Power, erste Vorsitzende war Agnes O’Farrelly. Ihren größten Einfluss übte die Organisation unter ihrer zweiten Vorsitzenden, Gräfin Constance Markievicz, im Jahrzehnt zwischen 1916 und 1926 aus. 1921 hatte sie rund 20.000 Mitglieder in ganz Irland.
Während des Osteraufstands von 1916 unterstützte Cumann na mBan die Irish Volunteers und im Irischen Unabhängigkeitskrieg von 1919 bis 1922 die aus den Volunteers hervorgegangene ursprüngliche Irisch-Republikanische Armee (IRA). Die Frauen unterstellten sich dem Oberbefehl dieser paramilitärischen Vereinigungen jeweils als Hilfstruppe, blieben aber organisatorisch unabhängig. Politisch vertrat Cumann na mBan damals die Positionen der linksnationalistischen Partei Sinn Féin. Wegen ihres Eintretens für die Loslösung Irlands vom Vereinigten Königreich erklärte dessen Regierung den Frauenverband 1919 für illegal.
1921, am Ende des Unabhängigkeitskriegs, lehnte Cumann na mBan mit großer Mehrheit den Anglo-irischen Vertrag ab, da der Irische Freistaat, der damit entstand, nicht ganz Irland umfasste, als Dominion weiter Teil der Britischen Empire blieb und seine Beamten daher einen Treueeid auf den König von England schwören mussten. Im darauf folgenden Bürgerkrieg stand sie auf Seiten der Irish Republican Army (1922–1969), einer Abspaltung der ursprünglichen IRA. Nach deren Niederlage wurde Cumann na mBan verboten und erst 1932 nach dem Wahlsieg von Fianna Fáil, der Partei der gemäßigten Vertragsgegner unter Éamon de Valera, wieder zugelassen. Die Zersplitterung der republikanischen Bewegung im Freistaat und der späteren Republik Irland erfasste jedoch auch die Frauenorganisation, so dass sie dort zusehends an Einfluss verlor.

## Heutige Rolle
In Nordirland, das nach den Bestimmungen des Vertrags von 1921 Teil des Vereinigten Königreichs blieb, schloss sich Cumann na mBan während der bürgerkriegsähnlichen Unruhen ab 1969 den jeweils radikalsten politischen Gegnern der protestantischen Unionisten an, zunächst Sinn Féin und 1986 der Partei Republican Sinn Féin. Sie tritt nach wie vor dafür ein, dass kein in Nordirland gewählter Abgeordneter seinen Sitz im Londoner Unterhaus einnehmen sollte, weil dies einer Anerkennung der irischen Teilung gleichkomme. Der Dissens in dieser Frage führt 1986 zur Abspaltung von Sinn Féin. Die heutige Organisation fällt in Großbritannien unter das Terroristengesetz aus dem Jahr 2000.

## Vorsitzende
- Agnes O’Farrelly, 1914–1916
- Gräfin Constance Markievicz, 1916–1926
- Eithne Coyle O’Donnell, 1926–1941
- Margaret Langsdorf, 1947–1956
- Mary Ward, Ende der 1970er Jahre